# 8634 Нойбауер
8634 Нойбауер (8634 Neubauer) — астероїд головного поясу, відкритий 5 квітня 1981 року.
Тіссеранів параметр щодо Юпітера — 3,325.